# Tor (állattan)

A dolgozó méh anatómiai ábrája

A tor (thorax), a rovarok testének második fő része, itt találhatók a helyváltoztatási szervek.
A tor 3 szelvényből áll, mindegyiken egy-egy pár ízelt lábbal. A szárnyas rovarok alosztályában) a hátulsó kettőn egy-egy pár szárny is nő, egyes rendszertani csoportokban, így például a hangyáknál és a bolháknál ezek redukálódhattak.
A szelvények önmagukban nem egységes gyűrűk, hanem egy háti (tergit), egy hasi (sternit) és két oldalsó lemezből (pleurit) állnak.
Három gyűrűből áll:
- az előtor (prothorax), amelyen van az első pár láb;
- a középtor (mesothorax), amelyen található a második pár láb és az első pár szárny;
- az utótor (metathorax), amelyhez fűződik a harmadik pár láb és a második pár szárny.

A három torszelvényt előtornak vagy nyakpajzsnak (prothorax, pronotum), középtornak (mesothorax), illetve utótornak (metathorax) nevezzük. A középtor időnként összenő az előtorral és többnyire az utótorral. A nyakpajzs mögött gyakran egy háromszög alakú lemez fejlődik ki: ez az utóhát (scutellum) különösen a poloskákra jellemző.